# التهاب الرحم القيحي
التهاب الرحم القيحي مرض في الرحم أكثر شيوعا بين الكلاب من الإناث، لكنه أيضا منتشر بين القطط الإناث، الأرانب، القوارض والفئران. يعتبر تقيح الرحم مرض خطير لذا وجبت التوعية أصحاب الكلاب لأنه مرض ذو طبيعة مفاجئة وعواقب مميتة إذا لم تتم معالجته. يماثل المرض التهاب الزائدة الحاد لدي الإنسان، حيث أن كلاهما يواجه بشكل أساسي تجمع قيحي في عضو بالبطن.

## سبب تقيح الرحم
ينتج تقيح الرحم عن تغيرات هرومونية وبنيوية في تبطين الرحم. هذا يمكن أن يحدث في أي سن، سواء كانت أنجبت أم لم تنجب، أو سواء كان هذا اللقاء الجنسي الأول أو العاشر. بالنسبة لها (رغم أن هذا يصبح مألوفاً أكثر عندما يزيد عمر الكلاب). ففترة الخطر الأساسية لدى الأنثى هي 8 أسابيع بعد انتهاء الدورة الوداقية. خلال تلك الفترة من الطبيعي أن يكون الجزء الملهبي لعنق الرحم، والذي يكون مفتوح خلال فترة المعاشرة، يبدأ بالقفول، ويبدأ التبطين الداخلي بالعودة إلى وضعه الطبيعي. رغم ذلك، قد يقع فرط التنسج بطانة الرحم الكيسي المعروف بCEH في هذا الوقت لبعض الحيوانات، كاستجابة غير ملائم للبروجسترون.
في ظل هذه الظروف، تنتقل البكتيريا (خصوصا الإشريكية القالونية E coli) من المهبل إلى الرحم لإيجاد بيئة مواتية للتكاثر، حيث أن البروجسترون يسبب أيضا إفراز مخاطي، يغلق العنق (مانع لتصريف البول) ويقلل من قلوصية البول.
تعد حالة العنق هي العامل الرئيسي لخطورة الحالة.
- إذا كان العنق مفتوح، فيمكن للمادة المصابة أن تترك الجسم، وهذا إلى حد ما أسهل وآمن للمعالجة. وهذا يعرف بتقيح الرحم المفتوح.
- أما إذا كان العنق مغلق تماما، فلا يوجد تصريف للمخاط من الفرج، كما في التهاب الزائدة، قد يتمزق الرحم يتجه القيح إلى المعدة، مسبباً التهاب الصفاق وإمكانية حدوث الموت السريع، هذا يـُعرف بتقيح الرحم المغلق.

### التغيرات الهرمونية وحقن عدم التزواج
إن الإناث اللاتي تلقين إستراديول (هرمون جنسي) كلقاح لعدم التزاوج (دواء مجهض) في هجوع الودق (في إثاث الثديات) معرضات للإصابة بأمراض أخطر لأن الإستورجين يزيد من عدد مستقبلات البروستروجين في بطانة الرحم. كما أن 25% من الإناث التي تلقين إستاديول في هجوع الودق يصابن بتقيح الرحم. لا ينتشر تقيح الرحم بين إثاث القطط حيث أن البروسرجون لا ينبعث من المبيض إلا بعد التزاوج.

## الأعراض
تعتبر أكثر الأعراض وضوحا لدى تقيح الرحم المفتوح هي انطلاق القيح من الفرج لدى الإناث الآتي كن في فترة اهتياج جنسي مؤخراً. إلا أن الأعراض تقيح الرحم المغلق تعد أقل وضوحاً. تتضمن أعراض كلا النوعان التجشأ، فقدان الشهية، الاكتئاب وزيادة في الشرب والتبول. يلاحظ أن الحمى تكون أقل لدى ثـُلث إناث الكلاب المصابات بتقيح الرحم. كما أن تقيح الرحم المغلق يعد أخطر حالا من تقيح الرحم المفتوح ليس فقط بسبب عدم وجود مخرج للعدوى ولكن أيضا بسبب إمكانية إغفال تشخيص تيقح الرحم المغلق بسهولة نظراً لطبيعة المرض المخاتل. قد يكشف فحص الدم عن جفاف، ارتفاع عدد كرات الدم البيضاء ومعدل الإنزيم فسفاتاز القلوي. ستظهر أشعة أكس رحم متضخم كما ستؤكد الموجات فوق الصوتية وجود سائل يملئ الرحم.

## المعالجة
يعد الجانب الأكثر أهمية في علاج تقيح الرحم هو التصرف السريع تجاه المرض. عادة ما تكون إناث الكلاب إنتانات وفي صدمة (أنظر صدمة إنتان). يجب إعطاء السوائل في الوريد والمضادات الحيوية على الفور. تعتبر جودة المعالجة بإستئصال مبيض الحيوان طارئة ، لإزالة العضو المعدي، لكن هذا يحول دون التناسل فهذا لا يساوي شيئا حيث أن هناك بسبب بعض المزايا لعلاج تقيح الرحم عن طريق مضادات حيوية طويلة المدى وعامل يسبب تقلص الرحم وإخراج القيح.

### معالجة جراحية
تزيل عملية (إستئصال مبيض ورحم الحيوان) بالكامل وفوراً العدوى، تمنع تمزق والتهاب الصفاق وبالتأكيد يمنع حدوثه مرة أخرى، في أغلب الحالات. فنادرا جدا ما تصاب الحيوانات عديمة المبيض بتقيح في جدعة الرحم. حتى إذا حدث ذلك، فإن إستئصال المبيضين والرحم الآن آمن طرق العلاج وأكثرها فاعلية.

## جدعة تقيح الرحم
يعتبر جدعة تقيح الرحم حالة صحية خطيرة قد تصيب إناث الكلاب اللآتي خضعن إلى عملية إستئصال المبيضين والرحم. (إزالة مبيض من الحيوان). ففي هذه الحالة، تصبح بقايا جدعة الرحم المقطوع معدية مليئة بسائل قيحي. تتشابه الأعراض مع أعراض تقيح الرحم الحقيقي. تقل خطورة هذه الحالة كثيراً إذا لم تبق خلايا الرحم أو المبيض من عملية إستئصال المبيضين والرحم الأصلية. قد يشكل تشخيص جدعة تقيح الرحم تحد تماما كتقيح الرحم الذي يتم تجاهله عادة كاحتمال إذا تم إستئصال المبيض من الكلب من قبل.

## وصلات خارجية
- تقيح الرحم من مكتبة صحة الحيوان
- صور ووصف جراحة تقيح الرحم من مركز الحيوان